# IC 1815
IC 1815 — галактика типу SB0 (компактна витягнута галактика) у сузір'ї Трикутник.
Цей об'єкт міститься в оригінальній редакції індексного каталогу.